# Henrike Knörr Borràs
Henrike Knörr Borràs (Tarragona, 2 de març de 1947 – Vitòria, 30 d'abril de 2008) fou un filòleg i acadèmic basc.

## Biografia
Nascut a Tarragona de pare basc i mare catalana, i germà de Gorka Knörr Borràs, des dels set anys va viure a Vitòria. El 1971 va treballar com a professor en un institut de secundària de Vitòria i el 1973 fou professor d'ikastola a Gernika-Lumo, on fou empresonat, i a Vitòria. Després fou ajudant de Koldo Mitxelena al Col·legi Universitari d'Àlaba, i el 1975 va ingressar a l'Euskaltzaindia, en la que el 1977 fou escollit acadèmic de número, vicepresident i responsable de la Comissió d'Onomàstica. El 1978 també ingressà a Eusko Ikaskuntza i ha estat membre de la Reial Societat Bascongada d'Amics del País.
El 1981 es va llicenciar en filosofia a la Universitat Complutense de Madrid amb una tesi sobre Alfred Whitehead, i poc després va treballar com a professor de la Facultat de Filologia, Geografia i Història del campus de Vitòria de la Universitat del País Basc (UPV), on fou vicerector del campus d'Àlaba de 1981 a 1985 i catedràtic de Filologia Basca des de 1995. El 1987 es doctorà en filologia basca amb la tesi Para una edicion crítica del Diccionario de Maurice Harriet.
El 2001 fou cofundador de la revista Landazuri, responsable de l'edició de Memorias de un vascólogo de Pedro Yrizar, i compilador dels articles de René Lafon per l'obra Vasconiana.
També ha estat membre del Comitè Assessor de Relacions amb les Col·lectivitats Basques a l'Exterior del Govern Basc en representació d'Euskaltzaindia. de la plataforma cívica Elkarri i de la Fundació Fernando Buesa. Va morir a causa de càncer després d'una llarga malaltia.
Ha publicat articles a El País, El Correo, ABC, La Vanguardia, Le Courrier International i El Diario de Noticias.

## Obres
- Alava abierta, askoren artean, 1979.
- Lenguas peninsulares y proyección hispánica, askoren artean, 1986.
- Gabonetako ikuskizuna, edizio kritikoa, 1983.
- Onomastika Jardunaldiak, argitalpenaren prestatzailea, 1991.
- Araba Zabaldua, 1993.
- Voces alavesas, edizio kritikoa, 1998.
- Arabako euskararen lekukoak. El euskara alavés. Estudios y textos, amb Koldo Zuazo, 1998.
- Lo que hay que saber sobre la lengua vasca en Alava. Arabako euskarari buruz jakin behar dena, 1998.
- Vasconiana, col·lecció d'articles de René Lafon, 1998.
- Lopez de Guereñuren 'Voces Alavesas'-en hitzaurrea, 1998.
- Nombres vascos de persona: cuestiones históricas y de normalización, 1999.
- Alava abierta, askoren artean, 1979.
- Lenguas peninsulares y proyección hispánica, askoren artean, 1986.
- Gabonetako ikuskizuna, edizio kritikoa, 1983.
- Onomastika Jardunaldiak, argitalpenaren prestatzailea, 1991.
- Voces alavesas, edizio kritikoa, 1998.
- Arabako euskararen lekukoak. El euskara alavés. Estudios y textos, amb Koldo Zuazo, 1998.
- Lo que hay que saber sobre la lengua vasca en Alava. Arabako euskarari buruz jakin behar dena, 1998.
- Vasconiana, col·lecció d'articles de René Lafon, 1998.
- Lopez de Guereñuren 'Voces Alavesas'-en hitzaurrea, 1998.
- Nombres vascos de persona: cuestiones históricas y de normalización, 1999.